# Gens Àxia
La gens Àxia (en llatí Axia gens) va ser una gens romana d'origen plebeu de la qual se'n sap molt poc.
Només hi ha dues o tres persones d'aquest nom mencionades pels antics autors. Portaven segurament el cognom Nasó. Axius (Axi) apareix escrit també com Axsius (Axsi). Es coneix el nom d'un Lucius Axsius Naso a partir d'una moneda, però no se sap qui va ser.